# 赫魯姆山
46°58′33″N 8°16′56″E / 46.975765°N 8.282101°E
赫魯姆山（德語：Chrummhorn），是瑞士的山峰，位於該國中部，處於下瓦爾登州和上瓦爾登州接壤的邊界，屬於皮拉圖斯峰的一部分，海拔高度1,254米。